# Pueblica de Valverde
Pueblica de Valverde è un comune spagnolo di 311 abitanti situato nella comunità autonoma di Castiglia e León.